# Partamona
Partamona är ett släkte av bin. Partamona ingår i familjen långtungebin.

## Bildgalleri

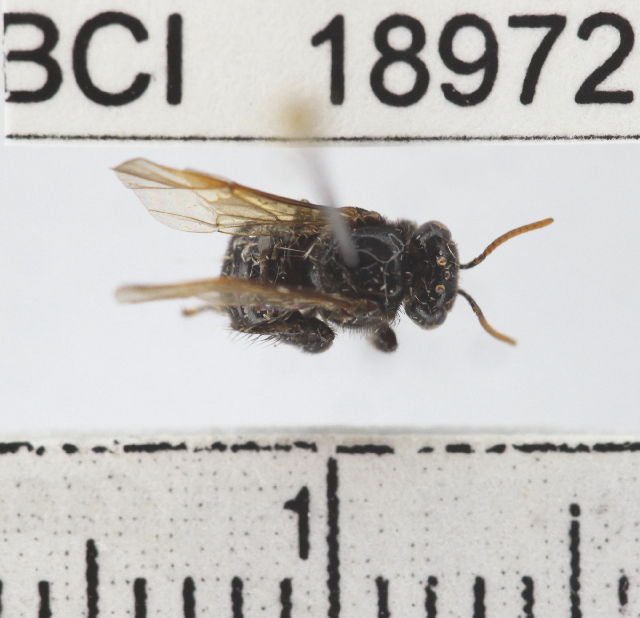

## Dottertaxa tillPartamona, i alfabetisk ordning[1]
- Partamona aequatoriana
- Partamona ailyae
- Partamona auripennis
- Partamona batesi
- Partamona bilineata
- Partamona brevipilosa
- Partamona chapadicola
- Partamona combinata
- Partamona criptica
- Partamona cupira
- Partamona epiphytophila
- Partamona ferreirai
- Partamona grandipennis
- Partamona gregaria
- Partamona helleri
- Partamona littoralis
- Partamona mourei
- Partamona mulata
- Partamona musarum
- Partamona nhambiquara
- Partamona nigrior
- Partamona orizabaensis
- Partamona pearsoni
- Partamona peckolti
- Partamona rustica
- Partamona seridoensis
- Partamona sooretamae
- Partamona subtilis
- Partamona testacea
- Partamona vicina
- Partamona vitae
- Partamona xanthogastra
- Partamona yungarum
- Partamona zonata